# Nowi mutanci
Nowi mutanci (oryg. The New Mutants) – amerykański fantastycznonaukowy film grozy na podstawie serii komiksów o grupie superbohaterów o tej samej nazwie wydawnictwa Marvel Comics. Za reżyserię odpowiedzialny jest Josh Boone, który napisał scenariusz razem z Knate Lee. W rolach głównych wystąpili: Maisie Williams, Anya Taylor-Joy, Charlie Heaton, Alice Braga, Blu Hunt i Henry Zaga.
Piątka młodych mutantów odkrywa swoje zdolności i są przetrzymywani w zamknięciu wbrew swojej woli. Próbują uciec i walczą o samych siebie.
Jego światowa premiera filmu miała miejsce 26 sierpnia 2020 roku, gdzie zadebiutował między innymi w Polsce i we Francji. Film zarobił w weekend otwarcia ponad 11 milionów dolarów przy budżecie 67 milionów i spotkał się z przeważnie negatywnymi ocenami krytyków. Jest on trzynastą produkcją i zarazem ostatnim film należącym do franczyzy uniwersum filmowego osadzonego w świecie X-Men oraz samodzielnym spin-offem. Boone początkowo planował trylogię, jednak wskutek powrotu praw do ekranizacji do Marvel Studios, plany ten zostały anulowane.

## Obsada
| Polski dubbing |
| • Justyna Kowalska jako Rahne Sinclair / Wolfsbane • Natalia Kujawa jako Illyana Rasputin / Magik • Jędrzej Hycnar jako Sam Guthrie / Cannonball • Kinga Ilgner jako Cecilia Reyes • Kaja Kozłowska jako Danielle Moonstar / Mirage • Michał Klawiter jako Roberto da Costa / Sunspot |

- Maisie Williams jako Rahne Sinclair / Wolfsbane, mutantka pochodząca ze Szkocji, która potrafi się przemieniać w wilka. Stara się pogodzić swe zdolności z przekonaniami religijnymi[4].
- Anya Taylor-Joy jako Illyana Rasputin / Magik, mutantka pochodząca z Rosji, która posiada magiczne zdolności. Jest siostrą należącego do X-Menów Colossusa, który pojawił się we wcześniejszych produkcjach franczyzy[4]. Colbi Gannett zagrała Illyanę jako dziecko[5].
- Charlie Heaton jako Sam Guthrie / Cannonball, mutant z Kentucky umiejący wzbijać się w powietrze niczym kula armatnia[6].
- Alice Braga jako Cecilia Reyes, mutantka, która ma zdolność generowania ochronnego pola wokół siebie. Jest lekarzem i opiekunem grupy[7].
- Blu Hunt jako Danielle Moonstar / Mirage, rdzenna amerykanka, mutantka, która ma zdolność tworzenia iluzji pochodzących z lęków i pragnień ludzkich umysłów[8].
- Henry Zaga jako Roberto da Costa / Sunspot, mutant pochodzący z Brazylii, który potrafi manipulować energią słoneczną[9].

W filmie ponadto wystąpili: Adam Beach jako William Lonestar, ojciec Danielle Moonstar; Happy Anderson jako pastor Craig Sinclair, fanatyczny ojciec Rahne, który nauczył ją, że jej mutacja jest czymś złym; Thomas Kee jako Thomas Guthrie, ojciec Sama oraz Dustin Ceithamer, który zagrał na planie Smile Mena, a głosu użyczył mu Marilyn Manson. Demon Bear pojawia się w filmie jako postać wygenerowana komputerowo.

## Produkcja

### Rozwój projektu

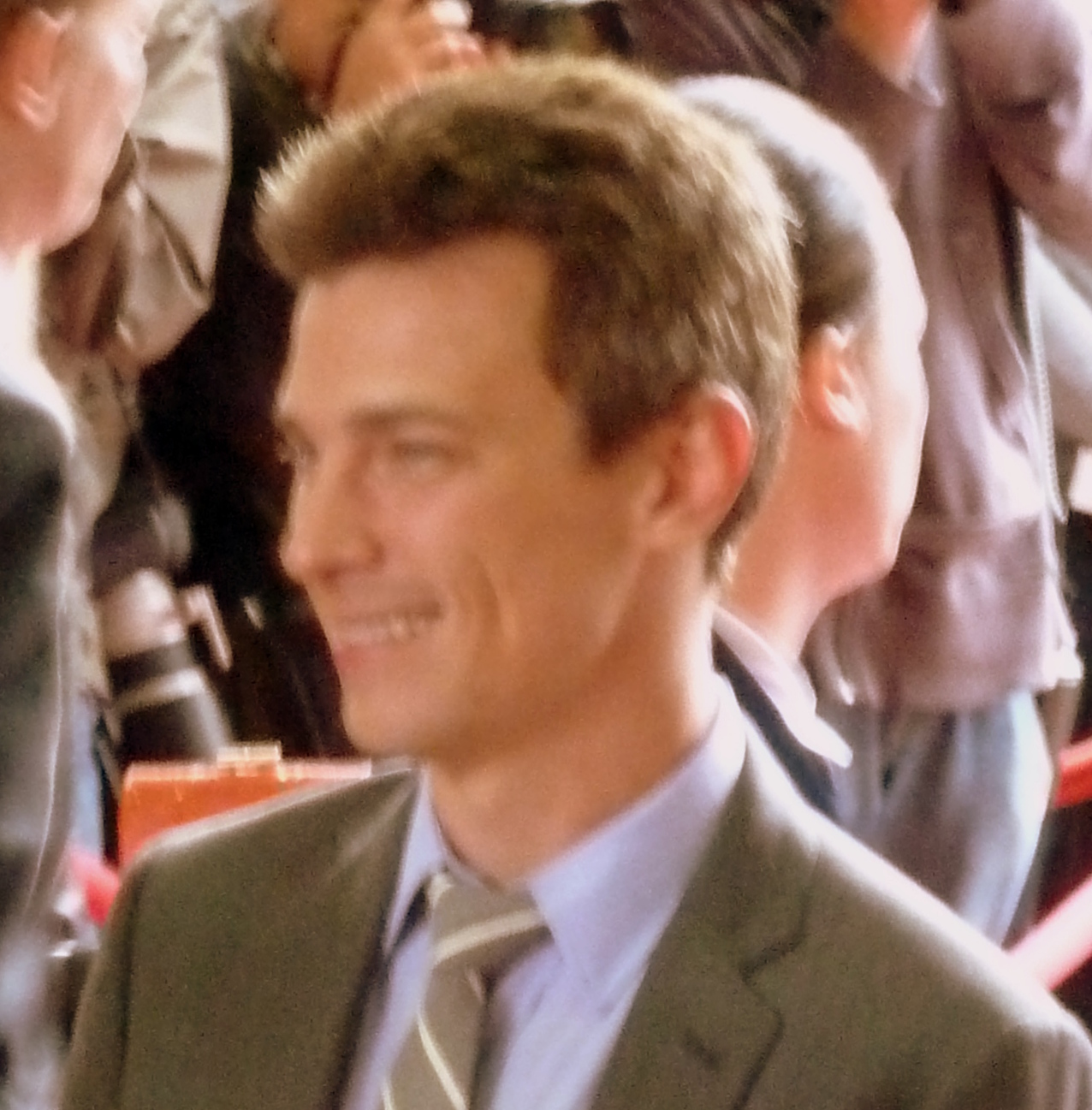
Josh Boone, reżyser filmu

Po zakończeniu prac nad filmem Gwiazd naszych wina z 2014 roku, Josh Boone razem z Knate Lee stworzyli komiks z użyciem oryginalnych ilustracji Chrisa Claremonta z serii komiksów New Mutants do przedstawienia historii dla potencjalnej trylogii filmowej. Przedstawili oni swój pomysł Simonowi Kinbergowi, jednemu z producentów serii filmów X-Men, któremu historia się spodobała. W maju 2015 roku 20th Century Fox zatrudniło Boone’a do wyreżyserowania filmu The New Mutants na podstawie scenariusza, który napisał z Lee. Producentami zostali Kinberg i Lauren Shuler Donner. W październiku 2015 poinformowano, że zakończono prace nad scenariuszem.  
W sierpniu 2016 roku do prac nad scenariuszem dołączyli Scott Neustadter i Michael H. Weber. Zapowiedziano pojawienie się postaci: Danielle Moonstar, Wolfsbane, Sunspota, Cannonballa, Magik i Warlocka. W listopadzie ujawniono, że głównym przeciwnikiem będzie Demon Bear. 
Przedprodukcja rozpoczęta została w kwietniu 2017 roku, a miesiąc później studio ogłosiło oficjalny tytuł The New Mutants oraz datę amerykańskiej premiery zaplanowanej na 13 kwietnia 2018 roku. W maju ujawniono, że Karen Rosenfelt będzie jednym z producentów filmu, a Boone poinformował, że film będzie horrorem. Później data amerykańskiej była przesuwana kilkukrotnie.

### Casting
Pod koniec marca 2016 roku pojawiły się doniesienia, że w produkcji mają wystąpić Anya Taylor-Joy jako Illyana Rasputin / Magik i Maisie Williams jako Rahne Sinclair / Wolfsbane, a pozostałymi bohaterami mają być: Sam Guthrie / Cannonball, Roberto da Costa / Sunspot i Danielle Moonstar / Mirage. Poinformowano również, że James McAvoy, który zagrał w poprzednich produkcjach serii Profesora X będzie miał ważną rolę w filmie, oraz że wystąpi Alexandra Shipp, która zagrała młodszą wersję Storm w X-Men: Apocalypse. W maju 2016 roku Kinberg potwierdził obecność Profesora X w filmie.
Na początku maja 2017 roku oficjalnie potwierdzono udział Taylor-Joy i Williams w filmie. W tym samym miesiącu poinformowano, że Rosario Dawson negocjuje rolę Cecilii Reyes, oraz że McAvoy jako Profesor X jednak nie pojawi się w filmie. Pod koniec miesiąca do obsady dołączył Charlie Heaton jako Cannonball, a na początku czerwca dołączyli Henry Zaga jako Sunspot i Blu Hunt jako Mirage oraz potwierdzono udział Dawson w filmie. Pod koniec czerwca poinformowano, że Dawson zrezygnowała z roli, a w jej miejsce odsadzono Alice Bragę.
W październiku 2017 roku ujawniono, że Happy Anderson zagra Craiga Sinclaira.

### Zdjęcia i postprodukcja
Zdjęcia do filmu rozpoczęły się 10 lipca 2017 roku w Bostonie pod roboczym tytułem Growing Pains. Za zdjęcia odpowiadał Peter Deming, za scenografię Molly Hughes, a za kostiumy Leesa Evans. Większość scen do filmu było nakręconych w Medfield State Hospital, 150-letnim budynku szpitala psychiatrycznego. Zdjęcia zakończono 16 września 2017 roku. 
Za montaż filmu odpowiadał Andrew Buckland, Matthew Rundell i Robb Sullivan. Efektami specjalnymi zajmowali się Oliver Dumont, Steve Dubin i Mark Hawker oraz studia: Double Negative, Method Studios, MPC i Zero VFX.

## Muzyka
W grudniu 2017 roku poinformowano, że Nate Walcott i Mike Mogis skomponują muzykę do filmu. W 2018 roku Marilyn Manson ujawnił, że cover „Cry Little Sister” w jego wykonaniu nagrał specjalnie na soundtrack do filmu. W lutym 2020 roku poinformowano, że napisaniem muzyki do ostatecznej wersji filmu zajął się Mark Snow. Album The New Mutants (Original Motion Picture Soundtrack) został wydany 28 sierpnia 2020 roku przez Hollywood Records.
| The New Mutants (Original Motion Picture Soundtrack) – 2020 | The New Mutants (Original Motion Picture Soundtrack) – 2020 | The New Mutants (Original Motion Picture Soundtrack) – 2020 |
| Nr                                                          | Tytuł utworu                                                | Długość                                                     |
| ----------------------------------------------------------- | ----------------------------------------------------------- | ----------------------------------------------------------- |
| 1.                                                          | „No Way Out”                                                | 3:32                                                        |
| 2.                                                          | „Smiling Man”                                               | 2:14                                                        |
| 3.                                                          | „Rahne Dome”                                                | 1:30                                                        |
| 4.                                                          | „The Bear Advances”                                         | 1:15                                                        |
| 5.                                                          | „Down from the Tower”                                       | 2:14                                                        |
| 6.                                                          | „Red Snow”                                                  | 1:20                                                        |
| 7.                                                          | „Rahne’s Story”                                             | 1:05                                                        |
| 8.                                                          | „Girl Fight”                                                | 0:50                                                        |
| 9.                                                          | „Lie Detector”                                              | 2:16                                                        |
| 10.                                                         | „So Am I”                                                   | 0:57                                                        |
| 11.                                                         | „Explaining to Rahne”                                       | 1:41                                                        |
| 12.                                                         | „The Grand Tour”                                            | 1:02                                                        |
| 13.                                                         | „Regrouping”                                                | 2:35                                                        |
| 14.                                                         | „Girls Chat / Essex Orders”                                 | 2:20                                                        |
| 15.                                                         | „Dani Goes Under”                                           | 4:40                                                        |
| 16.                                                         | „Nervous Shower / Meditation”                               | 1:19                                                        |
| 17.                                                         | „Rahne’s Confessional”                                      | 1:06                                                        |
| 18.                                                         | „Obedience”                                                 | 0:58                                                        |
| 19.                                                         | „Fighting Back”                                             | 2:52                                                        |
| 20.                                                         | „Dome Pt. 2”                                                | 2:16                                                        |
| 21.                                                         | „Too Hot”                                                   | 2:17                                                        |
| 22.                                                         | „Dani Begins Testing”                                       | 0:42                                                        |
| 23.                                                         | „Wake Up in Hospital”                                       | 2:34                                                        |
| 24.                                                         | „Hey Yogi”                                                  | 1:05                                                        |
| 25.                                                         | „Not So Solitary”                                           | 1:06                                                        |
| 26.                                                         | „Dr. Reyes Knows Best / Fighting the Bear”                  | 3:31                                                        |
| 27.                                                         | „Nice Bear”                                                 | 3:56                                                        |
| 28.                                                         | „Calling All Mutants”                                       | 0:56                                                        |
| 29.                                                         | „Victory”                                                   | 3:40                                                        |
| 30.                                                         | „Control / Time to Sleep”                                   | 3:52                                                        |
|                                                             |                                                             | 1:01:41                                                     |

## Wydanie
Światowa premiera filmu miała miejsce 26 sierpnia 2020 roku, gdzie zadebiutował między innymi w Polsce i we Francji. W Stanach Zjednoczonych zadebiutował 28 sierpnia tego samego roku.
Film miał wielokrotnie przekładaną datę amerykańskiej premiery. Początkowo miał zadebiutować 13 kwietnia 2018 roku. Później ustalano ją na 22 lutego 2019 i 2 sierpnia 2019. Kolejną,  ustaloną po przejęciu studia przez The Walt Disney Company był 3 kwietnia 2020 roku. Jednak wskutek pandemii koronawirusa przełożono ją na sierpień tego samego roku. 
Promocja
Pierwszy zwiastun do filmu został wydany w piątek 13. października 2017 roku.

## Odbiór

### Box office
Film, przy budżecie 67 milionów dolarów, zarobił w Stanach Zjednoczonych i Kanadzie w weekend otwarcia ponad 8 milionów, a na świecie ponad 11 milionów.

### Krytyka w mediach
Film został przeważnie negatywnie oceniony przez krytyków. W serwisie Rotten Tomatoes 32% z 79 recenzji filmu jest pozytywnych, a średnia ocen wyniosła 4,73 na 10. Na portalu Metacritic średnia ocen z 13 recenzji wyniosła 39 punktów na 100.
Jordan Mintzer z The Hollywood Reporter napisał: „Generyczna, a w najlepszym razie, wysilająca się na szczerość, adaptacja spin-offowej serii komiksów Marvela Josha Boone’a jest sama w sobie spin-offem filmu Marvela, zawierającym niejasne odniesienia do serii X-Men próbując funkcjonować samodzielnie”. Peter Debruge z Variety stwierdził: „Pomimo całego wtrącania się i ingerencji, przez które podobno przeszedł film, Nowi mutanci wydają się dość spójne pod koniec. To, czego nie osiągają, to zapadająca w pamięć osobowość”. Amy Nicholson z The New York Times napisała: „Wyreżyserowani w 2017 roku przez Josha Boone’a ... Nowi mutanci spędzili trzy lata pod lodem, zanim pozwolono im uciec w najwolniejszy sezon letni od stulecia. To pasuje do filmu, który jest cały wzmocniony i bez polotu”.
Jakub Popielecki z portalu Filmweb stwierdził: „Tytuł kłamie: ci Nowi mutanci nie są zbyt nowi. Spin-off serii X-Men przeleżał na półkach dobre dwa lata, przeczekując plany niezrealizowanych dokrętek, katastrofalną Mroczną Phoenix, przejęcie studia Fox przez Disneya oraz groźbę bycia zdegradowanym do streamingowej dystrybucji. A jednak wreszcie, świeżo po globalnym lockdownie, wchodzi do kin i okazuje się trafiać w swój czas. Opowiada w końcu o grupie nastolatków na przymusowej izolacji”. Jakub Demiańczuk z tygodnika Polityka napisał: „Nowi mutanci, choć dalecy od doskonałości, udowodnili, że można opowieść o superbohaterach wpisać w ramy kina grozy”. Piotr Guszkowsk z Gazety Wyborczej stwierdził: „Poszło nie o tematykę filmu Nowi mutanci", lecz o obawę przed koronawirusem. Spin-off popularnej serii "X-Men" jest równie pechowy, czy wręcz przeklęty, co jego bohaterowie: straumatyzowane dzieciaki trzymane pod kluczem”.

## Anulowane kontynuacje
Josh Boone oryginalnie planował Nowych mutantów jako pierwszy film z trylogii. Tworząc od początku zarys historii na kolejne dwa filmy. W 2019 roku The Walt Disney Company sfinalizował transakcję zakupu 21st Century Fox, wskutek czego wszystkie filmy Foxa związane z franczyzą zostały anulowane, w tym planowane kontynuacje Nowych mutantów, a Marvel Studios przejęło kontrolę nad postaciami.